# المدرسة الفرنسية في البحرين
المدرسة الفرنسية في البحرين (بالفرنسية: Lycée Français MLF de Bahreïn)‏ هي مدرسة فرنسية تقع في محافظة المحرق، البحرين.
المدرسة الفرنسية في البحرين/Lyçée français MLF de Bahrein  مؤسسة تعليمية فرنسية دولية تأسست في البحرين منذ عام 1976 وتديرها الشبكة الدولية Mission Laïque française  للتعليم الفرنسي في الخارج منذ عام 2008. 
المدرسة الفرنسية بالبحرين Lycée français MLF de Bahrein هي مدرسة معتمدة من قبل وزارة التربية و التعليم الفرنسية. إذ أن المراحل الدراسية فيها تبدأ من رياض الأطفال إلى الصف 12 ( الثانوية العامة). وتتبع المدرسة نفس برامج المدارس الحكومية بفرنسا كما أن شهادة التخرج  تٌصدر من قبل وزارة التربية والتعليم الفرنسية.
تركز المدرسة الفرنسية في البحرين على تعليم اللغات، حيث يتم تدريس اللغة الفرنسية والإنجليزية والعربية من رياض الأطفال إلى الثانوية العامة.
ابتداء من الصف الأول إعدادي (Gr7) يتم تدريس اللغة الإسبانية كلغة رابعة, و هي مادة إلزامية حتى الصف 12 (الثانوية العامة).

## الروابط الخارجية
1. ↑  "Présentation." Lycée Français MLF de Bahreïn. Retrieved on April 23, 2015. [وصلة مكسورة] نسخة محفوظة 11 يونيو 2017 على موقع واي باك مشين.

- (بالفرنسية) Lycée Français MLF de Bahreïn